# شذيل
الشذيل (الاسم العلمي: Anomalurus) هو جنس من الحيوانات يتبع الفصيلة الشذيلية من رتبة القوارض.

## أنواع الشذيل
- شذيل بيكروفتي
- شذيل ديربي
- شذيل بيلي
- شذيل صغير